# Swirskoje
Swirskoje (russisch Свирское, deutsch Soginten) ist ein verlassener Ort im Rajon Nesterow der russischen Oblast Kaliningrad.
Die Ortsstelle befindet sich an der Kommunalstraße 27K-408 zwischen Tschistyje Prudy (Tollmingkehmen/Tollmingen) (fünf Kilometer südlich) und Tschkalowo (Enzuhmen/Rodebach) (fünf Kilometer nordöstlich). Drei Kilometer südlich an dieser Straße befindet sich der Ort Dubowaja Roschtscha (Ballupönen/Wittigshöfen).

## Geschichte
Soginten, zunächst auch Upidamischken genannt, war um 1780 ein meliertes Dorf, in dem eine Nassauerkolonie angesiedelt war. Auch um 1820 wurde das Dorf als meliert bezeichnet. 1874 wurde die Landgemeinde Soginten namensgebend für einen neu gebildeten Amtsbezirk im Kreis Stallupönen.
Im Oktober 1944 wurde der Ort von der Roten Armee besetzt und kam in der Folge mit dem nördlichen Ostpreußen zur Sowjetunion. 1950 erhielt er den russischen Namen Swirskoje und wurde dem Tschkalowski selski Sowet im Rajon Nesterow zugeordnet. Swirskoje wurde vor 1975 aus dem Ortsregister gestrichen.

### Einwohnerentwicklung
| Jahr | Einwohner |
| ---- | --------- |
| 1867 | 138       |
| 1871 | 148       |
| 1885 | 166       |
| 1905 | 149       |
| 1910 | 144       |
| 1933 | 108       |
| 1939 | 93        |

### Amtsbezirk Soginten 1874–1945
Der Amtsbezirk Soginten wurde 1874 im Kreis Stallupönen eingerichtet. Er bestand zunächst aus elf Landgemeinden.
| Name            | Änderungsname von 1938 | Russischer Name nach 1945 | Bemerkungen                                                              |
| --------------- | ---------------------- | ------------------------- | ------------------------------------------------------------------------ |
| Anderskehmen    | Andersgrund            | Bolschaja Dubrowka        |                                                                          |
| Bugdszen        | Klimmen                | Malaja Dubrowka           | 1936 bis 1938: Bugdschen                                                 |
| Heygerey        |                        |                           | 1895 zu Bugdszen                                                         |
| Jurgeitschen    | Jürgenrode             |                           |                                                                          |
| Kischken        |                        |                           |                                                                          |
| Kupsten         |                        |                           | 1938 mit Schepettschen zur neuen Gemeinde Hohenfried zusammengeschlossen |
| Mehlkinten      |                        |                           |                                                                          |
| Rittigkeitschen | Martinsort             |                           |                                                                          |
| Schepettschen   |                        |                           | 1938 mit Kupsten zur neuen Gemeinde Hohenfried zusammengeschlossen       |
| Soginten        |                        | Swirskoje                 |                                                                          |
| Urbszen         | Urfelde                |                           | 1936 bis 1938: Urbschen                                                  |

1935 wurden die Landgemeinden in Gemeinden umbenannt. Im Oktober 1944 umfasste der Amtsbezirk, nun im umbenannten Landkreis Ebenrode, die neun Gemeinden Andersgrund, Hohenfried, Jürgenrode, Kischken, Klimmen, Martinsort, Mehlkinten, Soginten und Urfelde. Diese sind sämtlich verlassen.

## Kirche
Die aus dem Fürstentum Nassau stammenden Siedler hingen dem reformierten Glauben an und hatten seit 1772 in Soginten eine eigene Kirche. Nach der Unierung der evangelischen Kirchen im Jahr 1817 wurde diese in das evangelische Kirchspiel Enzuhmen integriert und gehörte um 1900 kurzzeitig auch zum evangelischen Kirchspiel Kassuben.

## Söhne und Töchter des Ortes
- Theodor Tauchel, deutscher Schriftsteller und Publizist (1901–1997)